# なぎさ公園 (神戸市)
なぎさ公園（なぎさこうえん）は、兵庫県神戸市海沿いにある公園。
川崎製鉄阪神製造所と神戸製鋼岩屋工場が閉鎖され、その跡地の海沿いに阪神・淡路大震災後に整備された。ヘリポートや緊急貯水槽などを備えており、防災拠点としての機能も兼ねている。阪神・淡路大震災の被災者を慰霊するために約250本のクスノキが植えられた「鎮守の森」がある。

## 設備
- 1500人の円形観客席安藤忠雄設計の「マリンステージ」[4]
- 芝生広場[2]
- バスケットボールコート2面[2]
- プロムナード[2]

## アクセス
- JR・灘駅から南へ約700メートル[2]
- 阪神・岩屋駅から南へ約500メートル[2]

## 注意
公園内はバーベキューおよび花火など火を使用する行為は禁止されている。